# بطاقة وطنية إيرانية
بطاقة الأحوال المدنية في إيران (بالفارسية: کارت ملی) أو (بالفارسية: کارت شناسایی ملی ایرانی) ، يلزم للمواطن الإيراني أو المواطنة أن يحصل على بطاقة الأحوال المدنية ابتداءً من عمره الخامسة عشرة ربيعاً، وكما كان بطاقة الأحوال فإنها تؤهل للبحث عن العمل أو الدراسة الجامعية ونحو ذلك.

## وصلات خارجية
جميع الوصلات الخارجية فقط باللغة الفارسية:
- پيگيري صدور كارت شناسايي ملي
- وب‌گاه سازمان ثبت احوال كشور نسخة محفوظة 12 سبتمبر 2008 على موقع واي باك مشين. (بالفارسية)
- كارت شناسايي وكارت پرسنلي
- پست يافته (براي جستجوي مدارك پيدا شده)
- كارت شناسايي